# Jacobo Borges
Jacobo Borges (Caracas, Venezuela, 28 de noviembre de 1931) es un artista que ha desarrollado su obra como pintor, dibujante, cineasta y escenógrafo venezolano.

## Biografía

### Primeros años (1945-1955)
Durante su juventud, Jacobo tiene distintos oficios. Es litógrafo en la compañía Cartones de Venezuela y dibujante en la empresa de publicidad McCann-Erickson junto al maestro Carlos Cruz-Diez. 
Entre 1945 y 1948, conoce al pintor Armando Reverón y entra en contacto con el poeta Aquiles Nazoa y el escritor cubano Alejo Carpentier. Al año siguiente, en 1949, ingresa en la Escuela de Artes Plásticas y Aplicadas de Caracas, donde cursa dos años.
Durante el año 1951 trabaja en el Taller Libre de Arte, Caracas, y expone sus primeros cuadros. Uno de ellos, La lámpara y la silla, recibe en 1952 el primer premio en el Concurso de Pintura Joven promovido por el diario El Nacional, la Metro-Goldwyn-Mayer y la Embajada de Francia en Venezuela, que consiste en una beca de estudio por diez meses en París, ciudad en la que permanece varios años, desempeñando todo tipo de trabajos. Allí expone en el Salón de la Joven Pintura del Museo de Arte Moderno de París.

### Reconocimiento dentro y fuera de Venezuela (1956-1964)
Tras su regreso a Venezuela, realiza exposiciones individuales en el Museo de Bellas Artes de Caracas y la Galería Lauro. Y en 1957 recibe el premio José Loreto Arismendi del XVIII Salón Oficial Anual de Arte Venezolano y una mención honorífica en la IV Bienal de São Paulo, al tiempo que colabora con los grupos Tabla Redonda y El Techo de la Ballena, asociaciones literarias y artísticas activas en Caracas a principios de la década de los sesenta. En los años siguientes, en paralelo con su obra pictórica, inicia su investigación escenográfica para diversas obras de teatro.
Junto a los artistas Jesús Soto, Luis Guevara Moreno y Régulo Pérez entre otros, representa a Venezuela en la XXIX Bienal de Venecia de 1958. Hace parte del stand venezolano en la Feria Mundial de Bruselas y expone en el Salón Oficial, en Caracas. Luego, en 1959, participa en la exposición Veinte años del Salón a través de sus premios en el Museo de Bellas Artes de Caracas. Borges, además, es uno de los cinco pintores venezolanos escogidos para representar a Venezuela en el Palacio de Bellas Artes, México. En paralelo, realiza la escenografía para las obras de teatro Hernani de Víctor Hugo y Esperando al Zurdo de Clifford Odette; y el vestuario y utilería para Calígula de Albert Camus.
Borges estrena la década de los años 60 con el primer premio Arturo Michelena en el XVIII Salón Arturo Michelena realizado en Valencia, Venezuela y una Mención Honorífica en el XXI Salón Oficial Anual de Arte Venezolano. Poco después, se hace con el primer premio en el concurso Siete pintores venezolanos organizado por la empresa Esso en el Museo de Bellas Artes de Curazao.
En 1961 expone en el XXII Salón Oficial Anual de Arte Venezolano de Caracas, donde es galardonado con el Premio Nacional de Dibujo por la obra Yo también quiero ver, y es incluido en la retrospectiva Pintura venezolana (1661-1961) presentada en el Museo de Bellas Artes de Caracas. Su obra, junto con la de otros 16 pintores venezolanos, recorre Nueva York, Tel Aviv, Haifa, Jerusalén. En simultáneo, continúa su labor como escenógrafo, esta vez en la obra de teatro Zoológico de cristal de Tennessee Williams.
Mientras diseña la escenografía, el vestuario y el programa de Bodas de sangre de Federico García Lorca, en un montaje estrenado en 1962, obtiene el Premio Puebla de Bolívar y el Premio Antonio Esteban Frías en el XXIII Salón Oficial Anual de Arte Venezolano. Y la sucesión de reconocimientos continúa al año siguiente, cuando se lleva el Premio Nacional de Pintura en el XXIV Salón Oficial Anual de Arte Venezolano con la obra La coronación de Napoleón, y el Primer Premio de dibujo y grabado en el V Salón de Dibujo y Grabado de la Facultad de Arquitectura de la Universidad Central de Venezuela.
Su obra circula profusamente fuera de Venezuela. Integra la exposición 22 pintores venezolanos, organizada por la Fundación Neumann que recorre Chile, Uruguay y Perú, y participa de nuevo en la VIl Bienal de São Paulo, Brasil. El mismo año 1963 hace su tercera exposición individual, en la Galería Caracas.
Con una exposición individual en la galería El Techo de la Ballena, inicia 1964, año en el que su obra es escogida por el jurado de la II Bienal de Córdoba en Argentina para una exposición circulante por el Museo de Bellas Artes de México y varios museos de Estados Unidos. Al poco tiempo, es incluido en la exposición inaugural del Museo de Arte Moderno de Bogotá y hace parte de la representación venezolana de la XXXII Bienal de Venecia. También participa en la VI Exposición de Artes Gráficas, Dibujo y Grabado de la Facultad de Arquitectura y Urbanismo de la Universidad Central de Venezuela y en el XXV Salón Oficial Anual de Arte Venezolano. El crítico Laurence Alloway lo incluye en la muestra “Guggenheim International Award”.

### El retiro de la pintura y la experimentación cinematográfica (1965-1970)
Inicia la serie Las jugadoras en 1965, mismo año en el que participa en la VIII Bienal de São Paulo y en el XXVI Salón Oficial Anual de Arte Venezolano; y forma parte de la exposición itinerante “20 Artistas sudamericanos”, que luego se presenta en el Museo de Bellas Artes de México, en la Universidad de California (Oakland), en la American Federation of Arts de Nueva York y en la Pan American Union de Washington. También es incluido en la exposición Evaluación de la pintura latinoamericana, que itinera al Museo de Bellas Artes, Caracas, al Ateneo de Caracas y a la Universidad de Cornelly Solomon R. Guggenheim Museum de Nueva York. Y es incluido en la colectiva “Donación Miguel Otero Silva”, Museo de Bellas Artes, Caracas.
Una vez que diseña la escenografía de El tintero de Carlos Muñiz, comienza a trabajar con un equipo de cineastas, fotógrafos, escenógrafos, escritores, músicos y sonidistas en Imagen de Caracas, dedicándose al estudio y experimentación de nuevos medios de comunicación visual: cine, video, fotografía, performance e instalación, entre otros. Es el momento de su retiro como pintor: durante cinco años, Jacobo Borges no volverá a pintar ni a participar en exposiciones. Las grandes exhibiciones, a las que envía su pintura son: “20 Artistas Sudamericanos”, Museo de Bellas Artes, México; Universidad de California, Oakland; American Federation of Arts, Nueva York; Pan American Union, Washington; “Exposición circulante, Evaluación de la Pintura Latinoamericana”, Museo de Bellas Artes, Caracas; Ateneo de Caracas; Universidad de Cornell, USA; Museo Guggenheim, Nueva York; Bienal Armando Reverón, Museo de Bellas Artes, Caracas; Salón Oficial, Caracas.
Como parte del programa “Cornell Latin American Year 1965-1966”, el director de la Solomon R. Guggenheim Museum, Thomas M. Messer, junto a Jack L. Squier de la Cornell University, inician un proyecto expositivo para el cual, en 1964, realizan dos viajes a ocho países de Latinoamérica en busca de los pintores contemporáneos más significativos. Messer invita a Borges a participar en la exposición “The Emergent Decade: Latin American painters and painting in the 1960s”, presentada en el Museo Guggenheim de Nueva York. A raíz de esto, el Museo Guggenheim adquiere su obra Figura en una habitación. La comedora de helados en 1966.
“Imagen de Caracas”, proyecto que venía preparando desde hacía tres años, es presentado en 1967 bajo el auspicio del Gobierno de la ciudad de Caracas en el marco de la conmemoración de los 400 años de la ciudad. De esta instalación dirige el material cinematográfico, el desarrollo teatral y su instalación. El espectáculo tiene lugar en un espacio construido con ese fin en el centro de la ciudad, de 4.900 metros cuadrados y 20 metros de altura, con tubos y andamios, dentro del cual el público camina e interactúa con las imágenes proyectadas y objetos que se mueven. Tras esto, en 1969, dirige un cortometraje en formato de 16 milímetros y 35 minutos de duración, que titula 22 de mayo.

### El retorno a la pintura (1971-1979)
Su regreso a la pintura está marcado por la exhibición de cuatro series de dibujos en la Galería Viva México en 1971: Los Novios, Los Traidores, La Farsa, El Che. Su primera exposición individual en la Galería Estudio Actual de Caracas llega en 1972. Allí presenta 18 acrílicos sobre tela fechados ese año, junto con Humilde ciudadano, de 1963, y Yo también quiero, de 1965.Dos años después, en 1974, Borges se presenta en la III Bienal de Latinoamérica de Grabado de San Juan de Puerto Rico y en la Galería Estudio Dos, Valencia, Venezuela. Es incluido en la colectiva ‟Nueve artistas venezolanos”, presentada en el Museo de Arte Contemporáneo de Caracas; y en la colectiva ‟Grandes creadores del continente”, en la Galería Estudio Actual, Caracas. También realiza la escenografía de la obra teatral El testamento del perro, dirigida por Álvaro de Rosson. 
‟Visión de Venezuela”, su exposición itinerante conformada por murales, fotomontajes, audiovisuales y textos, llega al complejo urbano Parque Central de Caracas en 1975. Algunos de sus compañeros en ese montaje son Josefina Jordán, Pedro Laya, Pepe Garrido, Raúl Fuentes y Régulo Pérez. Tras esto, participa en la Exposición de Arte Venezolano en La Habana, Cuba. Y más tarde, expone en la Galería Estudio Actual, Caracas 28 obras realizadas entre 1974 y 1975. 

El Museo de Arte Moderno de México, bajo la dirección de Fernando Gamboa, invita a Borges a exponer una retrospectiva de 48 obras que abarcan un período que va desde 1962 a 1976. La muestra ‟Jacobo Borges, pintor venezolano: Magia de un Realismo Crítico”, luego se traslada al Museo de Bellas Artes de Caracas. La retrospectiva cuenta con un montaje del pintor y escultor Alejandro Otero, completada con un audiovisual de 30 minutos aproximados de duración, preparado por Franca Donda y Josefina Acevedo sobre un guion escrito por José Balza, Laura Antillano, Josefina Jordán y Humberto Mata. Paralelamente, la Galería Avril, de Ciudad de México, organiza una muestra individual de su obra gráfica, en su mayoría grabados de reciente factura. El escritor argentino Julio Cortázar escribe, a propósito de un cuadro de Borges, el cuento titulado “Reunion en un circulo Rojo”, que se publica en los catálogos de México y Caracas. El magistral manejo del doble juego en los textos de Cortázar encuentra en Borges un equivalente plástico de sus desfases entre pasado y presente. La crítica Marta Traba escribe un ensayo titulado “Borges bajo los focos”, que se publica en el N° 226 de la Revista Nacional de Cultura, Caracas, Venezuela.En 1977 no sólo expone la serie ‟La montaña y su tiempo” y ‟A la deriva” en la Galería Estudio Actual, Caracas, sino que es incluido en la Feria Internacional de Basilea, Suiza, y participa, como invitado especial, en ‟Arte actual de Iberoamérica”, muestra organizada por el Instituto de Cultura Hispánica de Madrid, junto a José Luis Cuevas, Alejandro Obregón y Fernando de Szyszlo. También es invitado a la muestra ‟Homenaje a la pintura latinoamericana” bajo el auspicio del Patronato de la Cultura de El Salvador.
La Galería de Arte Nacional le dedica en 1978 una muestra titulada “Del taller de Jacobo Borges hoy”. Además, Interviene en varias muestras colectivas; “Todos los artistas al rescate de la Escuela Cristóbal Rojas”, Centro humanístico Arístides Bastidas; “Doce artistas venezolanos” en la colección del Museo de Arte Contemporáneo, Sala Cadafe del MAC, Caracas; “Nueva imagen de Simón Bolívar”, Ministerio de Relaciones Exteriores, Caracas; “Arte Iberoamericano de hoy”, Museo de Bellas Artes. Caracas; “La Nueva Década Emergente”, Galería Estudio Actual, Caracas. Siguiendo su interés permanente por los trabajos de equipo, proyecta junto con Régulo Pérez, Claudio Cedeño, Victor Hugo Irazabal y Pedro León Zapata, un mural en homenaje al héroe nicaragüense Sandino. Julio Cortázar publica Territorios (Siglo XXI Editores, México, 1978), donde incluye el trabajo de catorce artistas y escultores internacionales, entre los cuales se encuentra Jacobo Borges.
La actividad central y más fructífera de Borges en 1979 es el dibujo. La publicación del libro La montaña y su tiempo de Armitano editores, con textos y dibujos suyos, patrocinada por Petróleos de Venezuela, lo clasifica como uno de los grandes dibujantes del continente. El libro es un testimonio del sentir de un hombre y un artista hacia la ciudad y la montaña. Forma parte de la exposición colectiva “Dibujo en el Continente”, realizada en la Galería Estudio Actual, Caracas. Afirmando una vez más su interés por el cine, el video y el teatro, realiza la escenografía para la obra Los Ángeles Terribles, del escritor y cineasta Román Chalbaud, dirigida por José Ignacio Cabrujas. Su obra es incluida en el calendario 1979 de la editorial Du Mont, Alemania, junto a la de artistas como Max Ernst, René Magritte y Robert Rauschenberg.

### Los años 80: Caracas, Berlín, Ciudad de México, Nueva York y el sur de Francia
En noviembre de 1980 se oficializa el anuncio de la creación del Salón Jacobo Borges en el Palacio Municipal, donde mostrará en forma permanente 40 obras donadas por el artista al Concejo Municipal de la ciudad de Caracas. Interviene en dos colectivas: “El Collage en Venezuela”, Galería Estudio Actual, Caracas; e “Indagación de la imagen, 1680-1980”, Galería de Arte Nacional, Caracas, Venezuela.
Tras la exposición “Dibujos en distintos tiempos y otros tantos silencios, 1953-1980”, cuya  muestra tiene lugar en la Galería Estudio Actual en 1981, el artista inicia conversaciones con la crítica de arte estadounidense Dore Ashton para un próximo libro. La Galería de Arte Nacional inaugura la muestra “Jacobo Borges, La Comunicación”, que recoge su producción plástica realizada durante las últimas cuatro décadas en diversos temas, técnicas y materiales.
El libro Jacobo Borges, de Dore Ashton, de Ediciones Armitano (Caracas), es publicado en 1982 en dos ediciones, una en castellano y otra en inglés. El Museo de la Universidad de Texas, en Austin, adquiere uno de sus trabajos recientes. Esto ocurre justo antes de que gane el Premio Armando Reverón, que es otorgado por primera vez por la Asociación Venezolana de Artistas Plásticos (AVAP). Le es concedido a Borges por ser un artista integral de extraordinaria significación en el ámbito plástico y cultural venezolano. Ese mismo año, en la CDS Gallery, en Nueva York, realiza su primera exposición individual en la gran ciudad. La exposición abre con la presentación del libro de Ashton, el cual es presentado por Scott Meredith and Company, importante agente literario en Estados Unidos. La muestra coincide además con la Semana Latinoamericana de Nueva York.
Junto a Roberto Matta y Francisco Toledo, asiste en 1984 como invitado especial a la I Bienal de La Habana realizada en el Centro de Arte Contemporáneo Wifredo Lam. Poco después, hace parte de una exposición colectiva en CDS Gallery en la que participan 50 artistas procedentes de 12 países. Por Venezuela, sólo figura Jacobo Borges. También es incluido en la publicación America Latin. Sugesti pentru o galerie sentimental, con textos de lordan Chimet, editado por Editura Meridiane, Bucarest, Rumania. 
En 1985, antes de crear la escenografía y el vestuario de la obra Lo que dejó la tempestad, de César Rengifo, dirigida por José Ignacio Cabrujas y presentada por la Compañía Nacional de Teatro de Caracas, participa en la exposición “Nueva Figuración” en la Galería Moss y Harcourts de San Francisco y la Galería Yanes, de Scottsdale, Arizona, junto con Sandro Chia, Philip Guston, Jim Peters, Peter Booth, Steven Campbell. Ese mismo año recibe la beca de la Fundación John Simon Guggenheim a destacados intelectuales, la cual exige candidatos con una obra realizada, recomendados por personalidades; Borges recibe el apoyo del director del Museo Guggenheim, Thomas Messer, Waldo Rasmussen del Museo de Arte Moderno de Nueva York, el escritor mexicano Carlos Fuentes y el crítico de arte Jack Flam. 
Al año siguiente, es invitado por la Deutscher Akademischer Austauschdienst (DAAD) de Berlín a trabajar en esta ciudad, donde permanece por varios meses. En la segunda mitad de la década de los 80, mantiene estancias compartidas entre Nueva York, Berlín, Ciudad de México, el sur de Francia y Caracas. En colaboración con la Camerata de Caracas, presenta en Los Espacios Cálidos del Ateneo de Caracas la exposición performance musical Jacobo Borges pinta a La Camerata -La Camerata ejecutada para Jacobo. Tras esto, vuelve a la CDS Gallery de Nueva York con su segunda exposición individual en esta ciudad. Se suman otras colectivas enn ciudades de Estados Unidos: Harcourt Gallery y Moss Gallery, en San Francisco, California; y en Yares Gallery, Scottsdale, Arizona.
‟Art of the Fantastic: Latin America, 1927-1987”, una exposición organizada por Holliday T.Day y Holister Sturges para el Indianapolis Museum of Art, concebida en el marco de los Juegos Panamericanos celebrados en Indianápolis en 1987, incluye a Borges y a Armando Reverón como representantes de Venezuela entre otros 28 artistas latinoamericanos. Esta exposición itinera a The Queens Museum en Nueva York, al Center for the Fine Arts, Miami y al Centro Cultural de México. Tras ese recorrido, se inaugura en el Museo de Monterrey de México De la pesca... al Espejo de aguas. 1956-1986, una importante exposición que reúne sesenta obras del artista, que luego fue llevada al Museo de Arte Contemporáneo Rufino Tamayo, en México (1987), a la Staadtiche Kunsthalle de Berlín (1987), al Museo de Arte Moderno de Bogotá (1988), y al Museo de Arte Contemporáneo de Caracas Sofía Imber (1988). La obra Por un solo instante es adquirida por el Indianapolis Museum of Art.
En ocasión de la muestra itinerante De La pesca... al Espejo de aguas. 1956-1986, la Staadtiche Kunsthalle de Berlín publica en 1988 el libro Jacobo Borges, con una recopilación de textos de Wieland Schmied, Dore Ashton, Carlos Fuentes, Julio Cortázar, Carter Ratcliff, Donald Kuspit, Marta Traba, Roberto Guevara, Edward Lucie-Smith y Peter B. Schumann. Igualmente, el Museo de Arte Contemporáneo de Caracas publica De La pesca... al Espejo de aguas, 1956-1986, con textos de Carter Ratcliff y Marta Traba.
El artista es incluido en la exposición Fifty years of colecting: an Anniversary Selection. Paintings from Modern Masters”, organizada por el Museo Guggenheim de Nueva York. Y ese mismo año, Borges representa a Venezuela en la XLII Bienal de Venecia, donde fue aclamado por la crítica. Es incluido también en la muestra itinerante The Latin American Spirit; Art and Artist in the United States, 1920-1970, organizada por el Bronx Museum of Arts, Nueva York, que luego es llevada a El Paso Museum of Art, Texas; a The San Diego Museum of Art, California; al Institute Puerto Rican Art & Culture, Chicago; y al Center for the Arts, Vero Beach, Florida. Igualmente, participa en la exposición Olympiad of Arts, que tiene lugar durante los Juegos Olímpicos de Seúl, Corea. Tiene su segunda exposición individual en México, en la Galería Avril; entre las obras expuestas destaca la serie Puertas. Es reconocido con la Orden Francisco de Miranda, en su Primera Clase, por el presidente de la República de Venezuela.
En 1989 inaugura Berliner Bilder, exposición de obras pintadas en Berlín occidental. Presentada en la Galerie Eva Poll, esta es la segunda exposición individual de Borges en la antigua capital alemana. La galería expone a artistas reconocidos internacionalmente, como Tadeus Maksin, Kantor, Petrick, Schametau, Rodique, Rafael Canogar, Peter Sorger y el Equipo Crónica. Tras participar en la Feria Frankfurt 89, en la Feria de Los Ángeles, y en ARCO 89, exhibe sus obras en el Fondo Regional de Las Artes de Marsella, Francia, y organiza una exposición antológica en el Art Museum of Florida International University, Miami. Más tarde, Knoxville Museum of Art, en su programa Works on Loan (AWOL), presenta dentro de sus eventos del mes una obra suya. Es un programa en el que se han presentado obras de Pieter Paul Rubens, Mary Cassatt, Pablo Picasso, Lucas Cranach, Leonardo Da Vinci, Matthias Stomer, Camille Pissarro, Andy Warhol, Michael Boyd, entre otros. Es incluido en la publicación Art Diary Internacional 1989: The World’s Art Directory, dirigida por Giancarlo Politi Editore, Milán, Italia.

### Años 90: Inauguración del Museo Jacobo Borges
La Galería Der Brücke de Buenos Aires comienza la década de los 90 con una individual de Borges, de la que se edita un catálogo con textos de Dore Ashton. Se presenta en el Knoxville Museum of Art, Tennessee; en Arco 90, Madrid; y en la Feria de Miami, Florida. Damián Bayón y Roberto Pontual lo incluyen en la publicación La peinture de l’Amérique latine au XX° siècle, Ediciones Mengès, París.
El Centro Cultural Consolidado de Caracas organiza en 1991 “Itinerario de viaje. 1987/1990”, una importante exposición que reúne obras realizadas durante los últimos cuatro años en el exterior. Es incluido en la muestra “A Propos de Romantisme Barroque”, en la Fondation Vasarely, en Aix-en-Provence, Francia, organizada por el crítico y escritor Salvatore Lombardo.
Al año siguiente, la Galerie Eva Poll de Berlín inaugura la exposición “Jacobo Borges, Berliner Bilder II - Übergänge“, en la que muestra sus obras recientes; con motivo de esta muestra se edita un catálogo de título homónimo con textos de Wieland Schmied, quien se refiere a la obra de Borges como “una pintura en la cual [...] hay algo del fuego de las alturas venezolanas y algo de la caída del muro de Berlín... “. Luego, participa en la colectiva “Pintura latinoamericana del siglo XX“, en el Instituto de América Centro Damián Bayón, Santa Fe, Granada, España.
Más tarde, en 1993, es invitado a la “Latin American Artist of the Twentieth Century“, exposición intinerante organizada por el Museo de Arte Moderno de Nueva York, que se presentará en la Estación Plaza de Armas, Sevilla; en el Museo Georges Pompidou, París, y en el Museo Ludwig, Colonia, Alemania. Ese mismo año, el diario El Nacional de Caracas lo invita a ilustrar su edición aniversaria, cuyo tema versa sobre la integración latinoamericana. También se encarga de las ilustraciones de la novela corta Aura, de Carlos Fuentes. En España, presenta la muestra individual “Jacobo Borges. Pinturas“, en el Instituto de América Centro Damian Bayón, Santa Fe, Granada, España, y forma parte de una colectiva sobre Venezuela en La Casa de América en Madrid. Es nombrado Huésped de la Ciudad de México, y es invitado a trabajar en esta misma ciudad durante seis meses.
La Internationalen Sommerakadmie für Bladende Kunst de Salzburgo, Austria lo invita a impartir un curso sobre la creación y el espacio durante cinco semanas de 1994. A estas clases de pintura dirigidas por él en la Fortaleza Hohensalzburg asisten artistas de varias partes del mundo. Estos encuentros, que tienen un éxito rotundo, se repetirán hasta el 2006. 
El mismo 1994 es invitado especial de la Feria Iberoamericana de Arte (FIA), Caracas, en la que participa representado por la Galería Freites, ocasión para la que se publica el catálogo Jacobo Borges. La materia del tiempo. Es incluido en la exposición “Maestros latinoamericanos“, en la Galería Avril, México, D. F.; y en la publicación “Artistas latinoamericanos en su estudio“, que incluye un texto introductorio de Carlos Fuentes y textos de Marie-Pierre Colle.
En 1995, se inaugura en Caracas el Museo Jacobo Borges, concebido como un eco-museo donde se plantea un criterio antropológico de la cultura. Como parte de la exposición inaugural se presenta la antológica “Lo humano en Jacobo Borges y en la pintura venezolana”. Al poco tiempo se presenta en la Galerie imTraklhaus de Salzburgo la exposición “Es ist die Seele ein Fremdes auf Erden...” (“Es el alma cosa extraña en la tierra…”), que luego itinera a la Galería Avril en Ciudad de México, y a la Galería Freites, en Caracas. Esta exposición sale acompañada por un catálogo de título homónimo, editado por la Internationale Sommerakademie für Bildende Kunst, traducido al alemán, español e inglés, con textos de Wieland Schmied y una entrevista al artista, realizada por Barbara Wally. Es incluido en el libro Art Today, de Edward Lucie-Smith, publicado por la editorial Phaidon, Londres.
En otra estancia en Salzburgo, presenta en la Residenz Galerie Der Himmel Senkte Sich (El cielo se vino abajo), una instalación de mil metros cuadrados en la que a través de pinturas, esculturas y objetos plantea una reflexión sobre el diluvio universal y el fin del milenio. Con motivo de esta muestra, la Internationale Sommerakademie für Bildence Kunst de Salzburgo, edita el catálogo Jacobo Borges, “Der Himmel Senkte Sich/Jacobo Borges, se vino abajo el cielo”, con textos de Wieland Schmied, Marena Marquet y Barbara Wally. Es mencionado en el libro de Donald Kuspit, Idiosyncratic Identities. Artist at the End of the Avand-Garde, editado por Cambridge University Press, Nueva York.
Tras su exposición A Propos de Romantisme Barroque, en la Fondation Vassarely, en Aix en Provence, Francia, de 1997, decide reinstalar Der Himmel Senkte Sich (El cielo se vino abajo) en las ruinas del Retén de Catia. Lo hace en 1998. 
En 1999, participa en la exposición curada por Dore Ashton “A Rebours, The Informal Rebellion (1939-1968)”, en el Museo Nacional Centro de Arte Reina Sofía, Madrid, que posteriormente itinera al Centro Atlántico de Arte Moderno, Las Palmas, Gran Canaria. Este mismo año es incluido en la exposición “América Latina: de las vanguardias al fin del milenio”, en el Centro Cultural Culturgest, Lisboa, Portugal. Ese mismo año, vuelve a Caracas. Allí, en su taller y residencia en las montañas al sur de la ciudad, diseña y siembra un bosque-jardín y realiza desde allí un conjunto de obras con el tema de la naturaleza titulado Aproximación al paraíso perdido, que presenta en la Galería Freites de Caracas. Es incluido en Art in the Turn of the Millenium, publicado por Taschen, un libro ofrece un panorama del arte internacional de finales del siglo XX, a través de los artistas más representativos de las últimas décadas. Asimismo, es incluido en el Petit Dictionnaire des Artistes Contemporains, publicado por la editorial Larousse.

### Los años 2000 hasta el presente
La exposición “El Bosque” de Borges es presentada en el Museo de Arte Contemporáneo de Caracas Sofía Imber, itinerante al Museo de Arte Contemporáneo del Zulia; a la Galería Adriana Schmidt en Colonia, Alemania; y al Instituto de Cultura Hispánica, Madrid. También realiza una instalación en el marco de la II Cumbre de Jefes de Estado y de Gobierno de la OPEP. 
Es incluido en el libro Twentieth-Century Art of Latin America (2001), escrito por Jackeline Barnitz y editado por Austin University of Texas Press. En esta publicación se examinan las principales corrientes y artistas de siglo XX en México, el Caribe y América del Sur.  Y luego, realiza la escenografía para el ballet contemporáneo Sand con música de Philip Glass, para la Guglisi-Foremann Dance Company, presentada en The New Victory Theater, Nueva York, en 2001.
A partir de 2002 desarrolla el proyecto Armony. Chyrsler Project, instalación digital de fotografías y vídeos en el que registra de manera sistemática, desde su ventana, el Chrysler Building de Nueva York. En simultáneo, participa en la colectiva Aguaria. Über die außergewöhnliche Beziehung von Wasser y Mensch (Aquaria. Acerca de la extraordinaria relación entre el agua y el hombre), realizada bajo la curaduría de Barbara Wally, en Landesgalerie Linz, Austria. Allí presenta la instalación The Matter of Matter.
En 2004 participa en la muestra “Kunstankäufe des Landes Salzurg 2001-2003”, en la Galerie Trakhaus, Salzburgo. También expone el “Armony. Chyrsler Project”, en la Galerie Eva Poll, Berlín, y en Latin Collector, Nueva York. En 2006 culmina la instalación Del Sol o de la Luz, una obra de 420 metros cuadrados que había comenzado en el año 2003 en el edificio Ciudad Banesco de Caracas, gracias a la cual Banesco Banco Universal publica Del sol o de la luz. De la sombra de la tierra del agua del tiempo del canto, con textos de Edward Lucie-Smith y Jacobo Borges, traducido al inglés.
En 2007, año en el que es incluido en la muestra “Arte y vida. Actions by Artist of the Americas, 1960-2000” del Museo del Barrio de Nueva York, presenta la serie “Sala con ventana al mar” en la Galería Freites de Caracas. Tras esa, expone en 2008, en la misma sala, otra serie titulada El Color en un Observador de Hojas aserradas y Bulbos, en la que presenta sus primeras obras digitales fruto de su experimentación con materiales diversos (tierras, petróleo y otros), y en las que desarrolla una técnica digital que denomina duborcom.
En 2010 trabaja en El Bosque II y lo que crece, que presenta en el Museo de Arte Moderno de Bogotá. Allí también exhibe El Color en un Observador de hojas aserradas y bulbos. Ambos proyectos son fruto de su experimentación con técnica digital, teniendo como centro la naturaleza. Y tras la exposición “Paisajes de la memoria” en la Galería Freites en 2011, se dedica a producir material fílmico y escenográfico para la obra musical operática La Tempestad, de su hija, la cantante Ximena Borges, que se estrena en el Teatro de Chacao de Caracas en 2012, y que se presenta en versión extendido al año siguiente en la misma sala. 
En 2016, se presenta en la Galería Freites de Caracas la retrospectiva “De las relaciones humanas al Paisaje desde el mar, 1986 – 2016”, con texto y curaduría de María Luz Cárdenas. 
En el 2020 presenta, en formato digital, con el website Prodavinci “Diario en tiempos de pandemia” una serie de videos artes y escritos en reflexión a la cuarentena mundial por la Covid-19. 
En sus años recientes, Borges reside entre Caracas y Nueva York trabajando en diversos proyectos para Venezuela y el extranjero.

## Premios y reconocimientos
- Primer premio del Concurso de Pintura Joven organizado por el diario El Nacional, la Metro-Goldwyn-Mayer y la Embajada de Francia en Venezuela (1952)
- Premio José Loreto Arismendi del XVIII Salón Oficial Anual de Arte Venezolano (1957)
- Mención honorífica en la IV Bienal de São Paulo (1957)
- Primer Premio Arturo Michelena en el XVIII Salón Arturo Michelena realizado en Valencia, Venezuela (1960)
- Primer premio en el concurso Siete pintores venezolanos organizado por la empresa Esso en el Museo de Bellas Artes de Curazao (1960)
- Premio Nacional de Dibujo en el XXII Salón Oficial Anual de Arte Venezolano de Caracas (1961)
- Premio Puebla de Bolívar y Premio Antonio Esteban Frías en el XXIII Salón Oficial Anual de Arte Venezolano (1962)
- Premio Nacional de Pintura en el XXIV Salón Oficial Anual de Arte Venezolano (1963)
- Primer Premio de Dibujo y Grabado en el V Salón de Dibujo y Grabado de la Facultad de Arquitectura de la Universidad Central de Venezuela (1963)
- Inauguración en noviembre de 1980 del Salón Jacobo Borges en el Palacio Municipal, donde mostrará en forma permanente cuarenta obras donadas por el artista al Concejo Municipal de la ciudad de Caracas
- Premio Armando Reverón. Otorgado por primera vez por la Asociación Venezolana de Artistas Plásticos (AVAP) (1982)
- Beca de la Fundación John Simon Guggenheim a destacados intelectuales (1985)
- Orden Francisco de Miranda, en su Primera Clase de manos del Presidente de la República de Venezuela (1988)
- Creación del Museo Jacobo Borges en Caracas, Venezuela  (1995)

## Jacobo Borges en el teatro
- Escenografía de Hernani de Víctor Hugo (1959).
- Escenografía de Esperando al Zurdo de Clifford Odette (1959).
- Vestuario y utilería para Calígula de Albert Camus (1959).
- Escenografía de Zoológico de cristal de Tennessee Williams (1961).
- Escenografía de El tintero de Carlos Muñiz (1965).
- Escenografía de El testamento del perro dirigida por Álvaro de Rosson (1974).
- Escenografía de Los Ángeles Terribles, del escritor y cineasta Román Chalbaud, dirigida por José Ignacio Cabrujas (1979).
- Escenografía y vestuario de Lo que dejó la tempestad (César Rengifo), dirigida por José Ignacio Cabrujas, presentada por la Compañía Nacional de Teatro de Caracas (1985).
- Escenografía para el ballet contemporáneo Sand con música de Philip Glass, para la Guglisi-Foremann Dance Company, presentada en The New Victory Theater, Nueva York (2001).
- Escenografía de la obra musical operática La Tempestad, de Ximena Borges, estrenada en el Teatro de Chacao de Caracas en 2012 y presentada en versión extendida al año siguiente en la misma sala.

## Publicaciones, catálogos y menciones
- Territorios, libro de Julio Cortázar (Siglo XXI Editores, México, 1978), incluye el trabajo de 14 artistas y escultores internacionales, entre los cuales se encuentra Jacobo Borges.
- La montaña y su tiempo (Armitano Editores, 1979), con textos y dibujos de Borges, patrocinado por Petróleos de Venezuela.
- Jacobo Borges, de Dore Ashton (Ediciones Armitano, Caracas, 1982) editado en dos ediciones, una en castellano y otra en inglés
- America Latin. Sugesti pentru o galerie sentimental (Editura Meridiane, Bucarest, Rumania. 1984), libro con textos de Jordan Chimet, lo incluye.
- De La pesca... al Espejo de aguas. 1956-1986 (Staadtiche Kunsthalle, Berlín, 1988) aborda el trabajo de Borges a través de una recopilación de textos de Wieland Schmied, Dore Ashton, Carlos Fuentes, Julio Cortázar, Carter Ratcliff, Donald Kuspit, Marta Traba, Roberto Guevara, Edward Lucie-Smith y Peter B. Schumann
- De La pesca... al Espejo de aguas 1956-1986 (Museo de Arte Contemporáneo de Caracas, 1988) con textos de Carter Ratcliff y Marta Traba
- Mención en Art Diary Internacional 1989: The World’s Art Directory, dirigida por Giancarlo Politi Editore, Milán, Italia.
- Jacobo Borges, Berliner Bilder II - Übergänge (Galerie Eva Poll, Berlín, 1992), catálogo con textos de Wieland Schmied
- Mención en Artistas latinoamericanos en su estudio (1994), con texto introductorio de Carlos Fuentes y textos de Marie-Pierre Colle
- Es ist die Seele ein Fremdes auf Erden... (Es el alma cosa extraña en la tierra…) (Internationale Sommerakademie für Bildende Kunst, Salzburgo, 1995), católogotraducido al alemán, español e inglés, con textos de Wieland Schmied y una entrevista al artista, realizada por Barbara Wally
- Mención en Art Today, de Edward Lucie-Smith, (Editorial Phaidon, Londres, 1995)
- Der Himmel Senkte Sich/Jacobo Borges, se vino abajo el cielo (Internationale Sommerakademie für Bildence Kunst, Salzburgo, 1996), catálogo con textos de Wieland Schmied, Marena Marquet y Barbara Wally.
- Mención en Idiosyncratic Identities. Artist at the End of the Avand-Garde, libro de Donald Kuspit (Cambridge University Press, Nueva York, 1996)
- Incluido en Movements in Art since 1945, Issues and Concepts (Thames and Hudson, Nueva York, 1997) con textos de Edward Lucie-Smith
- Inclusión en Art in the Turn of the Millenium (Taschen, 1999)
- Inclusión en el Petit Dictionnaire des Artistes Contemporains (Larousse, 1999)
- Inclusión en el libro Twentieth-Century Art of Latin America (Austin University of Texas Press, 2001), de Jackeline Barnitz.
- Viendo visiones (Fondo de Cultura Económica, 2003), compilación de ensayos de Carlos Fuentes que reseña a reconocidos artistas hispanoamericanos como Juan Soriano,
- Francisco Zurbarán, Eduardo Chillida, José Luis Cuevas, Frida Kahlo, Clemente
- Orozco, Rufino Tamayo, Fernando Botero, entre otros. Un capítulo, titulado “El ojo de la ventana: Jacobo Borges”, es dedicado entero al artista venezolano
- Jacobo Borges. La Rébellion ou le XIème commandements (Transbordeurs, Marsella, Francia, 2005), con textos de Salvatore Lombardo.
- Del sol o de la luz. De la sombra de la tierra del agua del tiempo del canto (Banesco Banco Universal, 2006), traducido al inglés, documenta la instalación de la obra con el mismo título, con textos de Edward Lucie-Smith y Jacobo Borges

## Legado
En 1995 el gobierno de la ciudad de Caracas abre un museo con su nombre en el vecindario donde el creció, Catia, Museo Jacobo Borges, el cual está concebido como un Eco-Museo donde se impone un criterio antropológico de la cultura. 
Desde 1995 es invitado a dar clases cada verano, en la Academia Internacional de Artes Plásticas, en Salzburg, Austria. 
Su trabajo escenográfico se expande con dos escenografías en Nueva York para Buglisi-Foreman Dance Company. En 2001, “Sand” con música de Phillip Glass, en el Victory Theater, a2nd street. Y en 2004 “Rain” una video proyección sobre los bailarines acerca del el bosque y el trópico.
Desde 2001 desarrolla en Nueva York un proyecto de video y fotografía que llama “Armory – Chrysler Proyect” que consiste en fotografiar, de manera sistemática el Chrysler Building, el cual desde la ventana de su taller, adquiere un carácter muy particular. Al mismo tiempo, desde la misma ventana registra el mundo de la calle en el cual la basura, la gente, sus sombras, los árboles, etc. cambian y se interrelacionan. Expone esta obra en la Galerie Poll, Berlín, en julio de 2004 y en Latin Collector, New York, en noviembre de 2004. Actualmente Jacabo reside entre Caracas y New York.

## Publicaciones seleccionadas
- La Montaña y su Tiempo, Armitano Editores. 1979
- Dore Ashton, Jacobo Borges. Armitano Editores,1982
- Catálogos: Jacobo Borges, Staatliche Kunsthalle, Berlín 1988. *Berliner Bilder l y ll, Galerie Eva Poll, Berlín, 1989 & 92.
- The Soul is a stranger on Earth… Internationale Sommerakademie fur Bildende Kunst, Salzburg, 1995
- Der Himmel senkte sich, Internationale Sommerakademie fur Bildende Kunst, Salzburg, 1996
- Aproximación al Paraíso Perdido, Galería Freites, Caracas, 1999[3]